# David Beckham
Sir David Robert Joseph Beckham, OBE (* 2. Mai 1975 in Leytonstone, London) ist ein ehemaliger englischer Fußballspieler, heutiger Fußball-Funktionär und Ehemann der Designerin und Musikerin Victoria Beckham. Er wurde im Jahre 2004 von Pelé in die Liste der weltweit 125 besten lebenden Fußballer aufgenommen. Neben seinen sportlichen Erfolgen ist Beckham in diversen Geschäftsfeldern außerhalb des Spielfelds aktiv. Nach einer Erhebung des amerikanischen Nachrichtenmagazins Time war er 2004 eine der 100 weltweit einflussreichsten Persönlichkeiten. Zudem gilt er als eine der global erfolgreichsten Werbefiguren.
Beckham war in den Jahren 1999 und 2001 jeweils Zweiter bei der Wahl zum FIFA-Weltfußballer des Jahres. Er ist der einzige Engländer, der in drei verschiedenen Weltmeisterschaftsturnieren jeweils einen Treffer erzielte, und erst der fünfte Akteur überhaupt, dem dort mindestens zwei direkt verwandelte Freistoßtore gelangen. Zwischen dem 15. November 2000 und dem 2. Juli 2006 führte er das englische Nationalteam als Mannschaftskapitän an.
Seine Profikarriere begann bei Manchester United, wo er im Jahre 1992 im Alter von 17 Jahren debütierte. Während seiner Zeit in Manchester wurde Beckham zu einem Schlüsselspieler der Mannschaft, die in den 1990er und frühen 2000er Jahren die Premier League dominierte. Er war dabei 1999 am Gewinn des Triple aus englischer Meisterschaft, FA Cup und UEFA Champions League beteiligt. Als erst dritter Engländer – nach Laurie Cunningham und Steve McManaman – schloss er sich vor Beginn der Saison 2003/04 dem spanischen Klub Real Madrid an.
Nachdem Beckham infolge des Ausscheidens im Viertelfinale bei der WM 2006 in Deutschland als Mannschaftskapitän zurückgetreten war, verzichtete der neue Nationaltrainer Steve McClaren ab dem 11. August 2006 vollständig auf seine Nominierung. Nach neun Länderspielen ohne Beckham wurde dieser erst am 26. Mai 2007 wieder in den Kader für die Partien gegen Brasilien und Estland berufen.
Beckham ist Mitglied einer Investorengruppe, die das MLS-Franchise Inter Miami gründete, das zum Start der Saison 2020 den Spielbetrieb aufgenommen hat.

## Karriere als Spieler

### Kindheit und erste fußballerische Schritte
David Robert Joseph Beckham wurde am 2. Mai 1975 in Leytonstone, einem Stadtbezirk im Nordosten Londons, geboren. Seine Eltern sind der Kücheninstallateur David Edward Alan „Ted“ Beckham (* 1948) und die Friseurin Sandra Georgina West (* 1949). Er hat eine jüngere und eine ältere Schwester. Seinen mittleren Vornamen Robert erhielt er in Anlehnung an den englischen Fußballstar Bobby Charlton, da seine Eltern glühende Anhänger von Manchester United waren und regelmäßig zu den Heimspielen in das 320 Kilometer entfernte Old Trafford reisten. David erlebte diese Leidenschaft mit und entwickelte selbst ein immer größeres Interesse für den eigenen aktiven Fußballsport. Als Kind spielte er für die Jugendmannschaft Ridgeway Rovers, die von seinem Vater, Stuart Underwood und Steve Kirbey trainiert wurden. Er besuchte in Manchester eine von Bobby Charltons Fußballschulen und gewann im Rahmen eines Talentwettbewerbs die Teilnahme an einem Training des FC Barcelona. 1986 durfte Beckham während der Partie gegen West Ham United auf der Ersatzbank von Manchester United Platz nehmen. Obwohl er dort nur als eine Art Maskottchen diente, band diese Maßnahme den Jungen innerlich noch stärker an den Klub. Beckham absolvierte Probetrainings bei Leyton Orient, Norwich City und der Fußballschule von Tottenham Hotspur, ohne jemals ein Spiel für die Spurs bestritten zu haben. Ab seinem 14. Lebensjahr spielte Beckham für die Nachwuchsmannschaft der Brimsdown Rovers (1989–1991) und wurde als bester U-15-Jugendspieler ausgezeichnet. Nach dem weiteren Besuch der „Bradenton Preparatory Academy“ unterschrieb Beckham am 8. Juli 1991 seinen ersten Jugendvertrag bei Manchester United.
In Manchesters Nachwuchsakademie, die von Brian Kidd geleitet wurde, gehörte er zu einer außergewöhnlichen Reihe von Talenten, zu der Ryan Giggs, Paul Scholes, Nicky Butt, Phil Neville und Gary Neville zählten (Class of '92). Im Mai 1992 gewannen sie den FA Youth Cup, wobei Beckham im Finalrückspiel gegen Crystal Palace ein Tor gelungen war. Cheftrainer Alex Ferguson wurde auf den 17-jährigen Mittelfeldspieler aufmerksam und wechselte ihn am 23. September 1992 in der 2. Runde des Ligapokals gegen Brighton & Hove Albion (1:1) erstmals bei den Profis ein. Beckham unterschrieb am 23. Januar 1993 einen Profivertrag, und erreichte kurze Zeit später erneut das Endspiel des FA Youth Cup, das allerdings gegen Leeds United verloren ging. Mit der zweiten Mannschaft (Manchester United Reserves) gewann Beckham 1994 die Meisterschaft der „Central League.“
Obwohl Beckham beim letztlich unbedeutenden 4:0-Heimsieg über Galatasaray Istanbul, in der Gruppenphase der UEFA-Champions League am 7. Dezember 1994 sein erstes Tor erzielt hatte, ließ der sportliche Durchbruch noch auf sich warten. Um Spielpraxis zu sammeln, ließ er sich während der Saison 1994/95 für drei Monate an Preston North End (Third Division) ausleihen. Nach seiner anschließenden Rückkehr gab er am 2. April 1995 sein Debüt in der Premier League und spielte über 90 Minuten (0:0 gegen Leeds United).

### Manchester United

#### Durchbruch in der Profimannschaft
Nach der titellosen Saison 1994/95 verließen drei Stammkräfte Manchester United. Trainer Ferguson hatte großes Vertrauen in die Fähigkeiten seiner Nachwuchsspieler entwickelt und entschied sich dagegen, die Positionen mit Neueinkäufen zu belegen. Stattdessen baute er – trotz verstärkter Kritik vieler Experten – auf die Talente der eigenen Nachwuchsakademie. Die öffentliche Kontroverse zu dieser Entscheidung erreichte ihren Höhepunkt, als United zu Saisonbeginn 1995/96 bei Aston Villa mit 1:3 unterlag, wobei Beckham den Ehrentreffer aus rund 30 Metern erzielte. Diese negativen Äußerungen verstummten zunehmend, als United die folgenden fünf Spiele in Serie gewann und die jungen Spieler gute Leistungen zeigten. Beckham erarbeitete sich einen Stammplatz im rechten Mittelfeld (33 Einsätze/7 Tore) und bildete mit Gary Neville ein eingespieltes Duo. Am Ende seiner ersten vollen Profi-Saison gewann Beckham die englische Meisterschaft, die er nach dem FA-Cup-Sieg zu einem Double ausbaute. Im Pokal-Halbfinale hatte er das entscheidende Tor gegen den FC Chelsea erzielt und im Endspiel den 1:0-Siegtreffer von Éric Cantona mit einem Eckball vorbereitet. Trotz dieser großen Errungenschaften verzichtete der englische Nationaltrainer Terry Venables auf Beckhams Nominierung für die EM 1996 im eigenen Lande.
Die anschließende Spielzeit 1996/97 begann mit einem Paukenschlag, als Beckham im August durch ein spektakuläres Tor gegen den FC Wimbledon einen weiteren Schritt auf der Karriereleiter erklomm. United führte bereits mit 2:0, als Beckham den weit vor seinem Tor stehenden gegnerischen Torhüter Neil Sullivan mit einem sehenswerten Distanzschuss von der Mittellinie überraschte. Der Treffer wurde 2003 zum „Premier-League-Tor des Jahrzehnts“ gewählt. Die Presseberichte über Beckham mehrten sich und Ferguson musste seinen Shootingstar vor dem entstehenden Medienhype zunehmend in Schutz nehmen. Am 1. September 1996 kam der 21-Jährige in der WM-Qualifikation gegen Moldau zu seinem ersten Länderspiel. Beckham avancierte zu einem Leistungsträger und bestach insbesondere durch seine herausragenden Freistöße und Eckbälle. Manchester gelang die erfolgreiche Titelverteidigung und Beckham wurde von seinen Profikollegen zum besten englischen Jungprofi (PFA Young Player of the Year) der abgelaufenen Spielzeit gewählt und war erstmals Teil der Mannschaft des Jahres.
Nach dem Karriereende von Éric Cantona übernahm Beckham vor Beginn der anschließenden Saison 1997/98 dessen Rückennummer 7, die in den kommenden Jahren zu seinem Markenzeichen wurde. Trotz eines guten Starts verteidigten die Red Devils ihren Titel nicht und belegten hinter dem FC Arsenal, mit einem Punkt Rückstand, den zweiten Platz. Beckham war mit 13 Assists bester Vorbereiter der Premier League.

#### Fußball-Weltmeisterschaft 1998
Beckham spielte zwar in allen Qualifikationspartien zur WM 1998 und wurde auch in den Kader für die Endrunde in Frankreich nominiert, aber der englische Trainer Glenn Hoddle beschuldigte ihn öffentlich, dass er sich nicht ausreichend auf das anstehende Turnier konzentrierte. Dies hatte zur Folge, dass Beckham in keinem der ersten beiden Gruppenspiele von Beginn an auflief. Erst in der dritten Begegnung gegen Kolumbien wurde er in die Startelf aufgestellt und er traf beim 2:0-Sieg mit einem Freistoß aus großer Entfernung – dies war gleichzeitig sein erstes Tor für England.
Im anschließenden Achtelfinale gegen Argentinien erhielt er nach einer Tätlichkeit die rote Karte. Dabei war Beckham zunächst von Diego Simeone gefoult worden und revanchierte sich bei dem Gegenspieler mit einem Tritt gegen die Wade. Simeone gab später zu, diese Unsportlichkeit Beckhams zum Anlass genommen zu haben, eine Verletzung infolge des Tritts zu simulieren, um dann gemeinsam mit seinen Mannschaftskameraden die Hinausstellung Beckhams zu reklamieren. Die Partie endete nach regulärer Spielzeit mit einem Remis und die englische Mannschaft verlor im Elfmeterschießen, woraufhin viele Anhänger und Journalisten dem „Sünder“ die Schuld an dem Ausscheiden Englands gaben. Neben konstruktiver Kritik war Beckham dabei einer öffentlichen Hetzjagd großer Teile der Boulevardmedien ausgesetzt und erhielt zudem Morddrohungen. Tiefpunkt war dabei ein Abdruck von Beckhams Konterfei in dem Bullseye einer Dartscheibe, das von der Zeitung „Daily Mirror“ abgedruckt wurde.

#### Die „Triple-Saison“ 1998/99
Beckham war maßgeblich an dem Gewinn des Triples in der Saison 1998/99 beteiligt, als Manchester United die englische Meisterschaft, den FA Cup und anschließend die Champions League gewann. Dabei hatte die Saison mit Spekulationen begonnen, ob Beckham England infolge der harschen Kritik in Bezug auf seine Person verlassen würde. Diese Pläne wurden jedoch schnell beseitigt und Beckham entschloss sich zu einem Bleiben in Manchester.
Obwohl er von den gegnerischen Anhängern bei nahezu jeder Ballberührung verspottet wurde, zeigte Beckham konstant gute Leistungen und speziell seine Flanken sorgten für eine Reihe von Toren der Stürmer Dwight Yorke und Andy Cole. Bei den eigenen Anhängern konnte sich Beckham schnell rehabilitieren und gegnerische Schmährufe wurden oft ironisch mit einem Anfeuerungsruf für Argentinien beantwortet.
Um die Meisterschaft zu gewinnen, benötigte United am letzten Spieltag einen Sieg gegen Tottenham Hotspur. Die Londoner gingen zwar früh in Führung, aber nach dem Ausgleich von Beckham gewann Manchester die Partie und stellte damit den englischen Titel sicher.
Beckham kam sowohl beim FA-Cup-Endspielsieg gegen Newcastle United als auch – aufgrund von Sperren für Mitspieler auf dieser Position – im Champions-League-Finale gegen den FC Bayern München als zentraler Mittelfeldspieler zum Einsatz. Nach Ablauf der regulären Spielzeit lag United gegen München mit 0:1 zurück, aber zwei Tore nach Eckbällen von Beckham sorgten in der Nachspielzeit noch für den späten Erfolg. Aufgrund dieser Leistungen während der gesamten Saison belegte Beckham 1999 sowohl in der Wahl zu Europas Fußballer des Jahres als auch zum FIFA-Weltfußballer des Jahres hinter Rivaldo jeweils den zweiten Platz.

#### Die Saison 1999/2000
Trotz der großen Erfolge in der Saison 1998/99 blieb Beckham sehr unpopulär bei gegnerischen Anhängern und bei weiten Teilen der Journalisten, was vor allem nach seinem absichtlichen Foul – und der damit verbundenen roten Karte – gegen Necaxa bei der Klubweltmeisterschaft 2000 offen zu Tage trat. In der Presse kursierte vor allem der stetige Vorwurf, dass seine Frau Victoria Beckham einen negativen Einfluss auf ihn ausübte und dass ein Verkauf Beckhams im Interesse von Manchester United sein sollte. Ferguson bekannte sich in dieser Zeit öffentlich zu Beckham und dieser blieb dem Verein schließlich erhalten.
Der offiziellen Fürsprache zum Trotz begann das Verhältnis zwischen Ferguson und Beckham zunehmend schlechter zu werden, was sich vermutlich auf den gewachsenen Ruhm Beckhams und dessen zunehmenden Verpflichtungen außerhalb des Fußballs begründete. Als Beckham im Jahre 2000 aufgrund einer Magen-Darm-Grippe seines Sohnes Brooklyn die Erlaubnis erhielt nach London zu reisen, erzürnte Ferguson, als dieser Victoria Beckham am selben Abend auf einem Foto der „London Fashion Week“ erblickte. Da er vermutete, dass Beckham hätte trainieren können, wenn Victoria daheimgeblieben wäre, sprach er die Maximalstrafe von 50.000 Pfund – entsprachen damals zwei Wochengehälter – aus.
Zudem entfernte Ferguson Beckham aus dem Kader für das wichtige Spiel gegen Leeds United und begründete dies in seiner Autobiografie damit, dass sich Beckham „nicht fair gegenüber seinen Mannschaftskameraden verhalten hatte“. Dennoch war die Saison insgesamt erfolgreich für Beckham, und Manchester United gewann den Titel mit einem Rekordabstand von 18 Punkten auf den Zweitplatzierten.

#### Neues Verhältnis zu den englischen Fußballanhängern
Die öffentlichen Beschimpfungen der englischen Fans fanden ihren Tiefpunkt bei der 2:3-Niederlage Englands gegen Portugal bei der EM 2000, als Beckham von einer Gruppe englischer Anhänger während des gesamten Spiels beleidigt wurde. Beckham reagierte, indem er dieser Gruppierung den „Stinkefinger“ zeigte, was ihm zwar zunächst einige Kritik einbrachte, aber weite Teile der Medienlandschaft – darunter viele Vertreter, die ein solches Verhalten zuvor noch provoziert hatten – gingen zunehmend auf Distanz und baten ihre Leser, den Beschimpfungen ein Ende zu bereiten.
Nach dem Rücktritt von Kevin Keegan am 15. November 2000 als englischer Nationaltrainer ernannte der Interimstrainer Peter Taylor Beckham zum neuen Mannschaftskapitän, der diese Rolle auch unter dem anschließenden Trainer Sven-Göran Eriksson beibehalten sollte. Unter Beckhams Führung qualifizierte sich England für die WM 2002 und überzeugte dabei vor allem mit einem überraschend hohen 5:1-Sieg gegen Deutschland in München. Der letzte Schritt vom Buhmann zum englischen Volkshelden folgte am 6. Oktober 2001, als England dem Team aus Griechenland gegenüberstand. England benötigte einen Sieg oder ein Remis, um sich direkt für das Weltmeisterschaftsendturnier zu qualifizieren, lag aber kurz vor Schluss mit 1:2 im Rückstand. Die gesamte englische Mannschaft blieb unter ihren Möglichkeiten, und als Teddy Sheringham rund sieben Meter außerhalb des griechischen Strafraums gefoult wurde, sorgte anschließend Beckham mit einem für ihn typischen mit großem Effet getretenen Freistoß für den Ausgleich, womit der Weg Englands nach Japan und Südkorea frei wurde. Nur kurze Zeit später ernannte ihn die BBC zum britischen Sportler des Jahres. Beckham belegte bei der Wahl zum weltweit besten Spieler erneut den zweiten Platz – nun hinter dem Portugiesen Luís Figo.

#### Der Mittelfußbruch
Am 10. April 2002 verletzte sich Beckham während einer Champions-League-Partie gegen Deportivo La Coruña und brach sich den zweiten linken Mittelfußknochen. In der britischen Medienlandschaft wurde spekuliert, dass das zur Verletzung führende Foul des Argentiniers Aldo Duscher absichtlich begangen worden war, da England beim WM-Turnier im selben Jahr auf Argentinien treffen sollte. Beckham war für den restlichen Saisonverlauf nicht mehr für United einsatzfähig. Dennoch unterzeichnete er im Mai einen neuen Dreijahresvertrag, nachdem zuvor monatelange Verhandlungen – hauptsächlich wegen der strittigen Zusatzzahlungen für die Persönlichkeitsrechte Beckhams – nicht zu einem Ergebnis geführt hatten. Gemeinsam mit seinen individuellen Sponsoreneinkünften wurde Beckham mit diesem Vertrag zum weltweit bestbezahlten Fußballspieler zu dieser Zeit.

#### Fußball-WM 2002
Obwohl zur Weltmeisterschaftsendrunde nicht vollständig genesen, kam Beckham im ersten Gruppenspiel gegen Schweden zum Einsatz und schoss des Weiteren im Spiel gegen Argentinien den entscheidenden Siegtreffer per Elfmeter, wodurch der südamerikanische Turniermitfavorit nach einem weiteren Spiel ohne Sieg aus dem Turnier ausschied. Im Viertelfinale unterlag England dem späteren Weltmeister aus Brasilien. Einen Monat später überreichte Beckham gemeinsam mit Kirsty Howard (einem in Großbritannien sehr bekannten Mädchen mit einer seltenen Form missgebildeter Organe) der britischen Königin anlässlich der Commonwealth Games 2002 in Manchester den „Jubilee-Baton“-Stock – ähnlich der Fackel bei den Olympischen Spielen.

#### Die letzte United-Saison
Eine Verletzung früh in der Saison 2002/03 sorgte dafür, dass Beckham seinen Stammplatz bei United verlor und durch Ole Gunnar Solskjær auf der rechten Mittelfeldseite ersetzt wurde. Sein schlechtes Verhältnis zu Ferguson erhielt am 15. Februar 2003 einen weiteren Rückschlag, als Ferguson nach einer verlorenen Partie gegen den FC Arsenal in der Umkleidekabine einen auf dem Boden liegenden Fußballschuh wegschoss, der Beckham über seinem Auge traf und eine deutliche Wunde hinterließ, die anschließend genäht werden musste. Es folgten weitere Mutmaßungen in den Medien über ein bevorstehendes Ende von Beckham bei Manchester United und Buchmacher boten Wetten an, bei denen Geldbeträge darauf gesetzt werden konnten, ob Ferguson oder Beckham den Verein als Erster verlassen würde. Trotz des schlechten Saisonstarts stabilisierten sich die Mannschaftsleistungen ab Dezember zunehmend, was den erneuten Gewinn des englischen Meistertitels zur Folge hatte. In der englischen Nationalmannschaft blieb Beckham weiterhin Stammspieler und am 13. Juni 2003 wurde er für seine Verdienste für den englischen Fußball als „OBE“ ausgezeichnet.
Während seiner elfjährigen Zeit bei Manchester United schoss Beckham in 266 Spielen 61 Tore. Er gewann insgesamt sechs englische Meisterschaften, zwei FA-Cup-Ausgaben, einen Champions-League-Titel, einen Weltpokal und eine Ausgabe des FA Youth Cups.

### Real Madrid

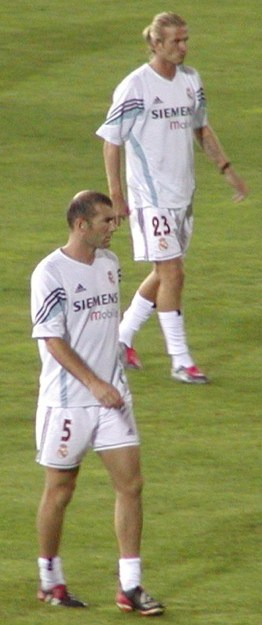
David Beckham (rechts) mit seinem Mannschaftskameraden Zinédine Zidane bei Real Madrid (2003)

Nachdem Manchester United zunächst mit einem Transfer Beckhams zum FC Barcelona geliebäugelt hatte, lehnte dieser den Wechsel dorthin ab und unterzeichnete stattdessen einen Vierjahresvertrag bei Real Madrid, der ein Gesamtvolumen von ca. 35 Millionen Euro umfassen sollte. Am 1. Juli 2003 wurde der Transfer offiziell besiegelt und Beckham war damit der dritte Engländer nach Laurie Cunningham und Steve McManaman, der bei Real Madrid unter Vertrag stand. Unmittelbar nach seiner Verpflichtung kursierten Gerüchte, dass die Motivation für Real Madrid vornehmlich darin bestand, die Vermarktungspotentiale Beckhams auszunutzen und weniger sportlicher Natur waren. Diese Vermutung erhielt zusätzliche Nahrung, als unmittelbar nach der Verpflichtung die mit Beckhams Namen versehenen Trikots von Real Madrid binnen eines Tages ausverkauft waren und dem neuen Verein eine Einnahme von ca. 624.000 Euro bescherte. Dabei konnte er die Nummer 7, die er stets bei Manchester United und in der Nationalmannschaft getragen hatte, nicht übernehmen, da sie bereits an Raúl vergeben war. Aufgrund seiner großen Affinität zu dem Basketballspitzenspieler Michael Jordan wählte er alternativ Jordans Nummer 23.

#### Die erste Saison: 2003/04
Beckham fügte sich gut in die neue Mannschaft ein und kam in seinen ersten 16 Spielen zu fünf Toren. Dennoch hatte die Mannschaft mit dem großen Erwartungsdruck zu kämpfen und verfehlte das durch das Präsidium vorgegebene Ziel – der spanische Meistertitel oder ein Triumph in der Champions League – deutlich. Dazu kamen für Beckham im April 2004 Probleme in der britischen Boulevardpresse, in der seine ehemalige Geschäftspartnerin Rebecca Loos behauptete, eine Affäre mit ihm gehabt zu haben. Nur eine Woche später behauptete auch das in Malaysia geborene australische Fotomodell Sarah Marbeck, mit Beckham verbunden gewesen zu sein. Beckham bezeichnete beide Vorwürfe als „albern“. In sportlicher Hinsicht endete die Saison 2003/04 für Beckham mit einem enttäuschenden vierten Platz in der spanischen Meisterschaft und dem Viertelfinalaus in der Champions League.

#### Die Europameisterschaft 2004
Während der Europameisterschaft 2004 in Portugal kam er in allen Spielen zum Einsatz. Das Turnier verlief jedoch für ihn enttäuschend. Bei der 1:2-Niederlage gegen Frankreich hielt Fabien Barthez einen Strafstoß von Beckham. Im Elfmeterschießen gegen den Gastgeber traf er ebenfalls nicht, und England schied in diesem Viertelfinale aus.

#### Die zweite Saison: 2004/05
Während der Saisonvorbereitung machte zunächst ein Einbruch im Domizil der Beckhams Schlagzeilen, bei dem der Eindringling jedoch von den Sicherheitsleuten gefasst wurde und nicht zu der anwesenden Victoria Beckham und den Kindern vordringen konnte. In sportlicher Hinsicht machte Beckham negativ auf sich aufmerksam, als er zugab, ein absichtliches Foul gegen Ben Thatcher begangen zu haben, um so während der Partie gegen Wales eine gelbe Karte und damit eine Sperre für das nächste Spiel zu provozieren – Beckham hatte sich vorher verletzt und rechnete damit, für diese anschließende Partie nicht einsatzfähig sein zu können. Der englische Fußballverband FA bat um eine offizielle Stellungnahme und Beckham entschuldigte sich mit dem Verweis, „einen Fehler begangen zu haben“.
Im Januar 2005 ernannte ihn die Organisation UNICEF zum offiziellen Botschafter und Beckham engagierte sich zudem bei der letztlich erfolgreichen Bewerbung Londons für die Olympischen Spiele im Jahre 2012.

#### Die dritte Saison: 2005/06
Auch in seiner dritten Saison erreichte Beckham bei Real Madrid seine sportlichen Ziele nicht. Neben einer Vizemeisterschaft und zwölf Punkten Abstand auf den Titelträger FC Barcelona war in der Champions League erneut im Achtelfinale Endstation, als man dem FC Arsenal unterlag. Als Teilerfolg verbuchte er lediglich persönlich die meisten Torvorlagen eines Spielers in der abgelaufenen Saison.

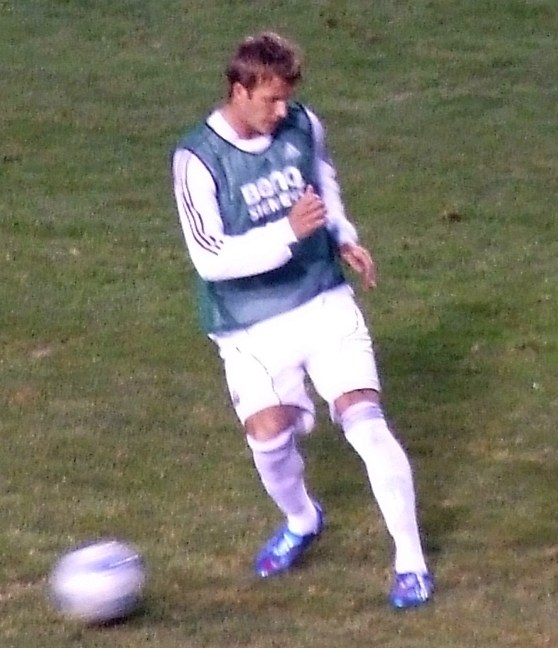
David Beckham während der Aufwärmphase

Im Oktober 2005 wurde Beckham als erster englischer Mannschaftskapitän im Spiel gegen Österreich vom Platz gestellt, kam aber nur einen Monat später in dieser Funktion beim Freundschaftsspiel gegen Argentinien zu seinem 50. Einsatz. Auch im Vereinsfußball erhielt er kurz danach eine Hinausstellung in der Meisterschaft gegen den FC Valencia, als er nach einer gelben Karte dem Schiedsrichter ironisch applaudierte und dafür prompt die gelb-rote Karte kassierte – nur zwei Tage später wurde jedoch die Sperre auf Bewährung ausgesetzt. Ein drittes Mal musste er am 3. Dezember 2005 den Platz während einer Partie gegen den FC Getafe vorzeitig verlassen.
Er eröffnete während der Saison Fußballakademien in Los Angeles und im Osten Londons. Zudem betätigte er sich im Jahre 2006 als Jurymitglied bei der Buchpreisverleihung „British Book Awards“.

#### Die vierte Saison: 2006/07
In der Saison 2006/07 sortierte ihn der neue Trainer Fabio Capello zunächst aus der Stammformation aus, so dass Beckham nur in wenigen Spielen – vornehmlich als Einwechselspieler – zum Einsatz kam. Capello vertraute stattdessen auf José Antonio Reyes auf der rechten Flügelposition und Real verlor sieben von insgesamt neun Partien, bei denen Beckham in der Anfangself gestanden hatte.
Im Anschluss an lange andauernde Vertragsverlängerungsverhandlungen verkündete Reals Sportdirektor Predrag Mijatović, dass Beckham nicht über das laufende Saisonende hinaus bei dem Verein verbleiben würde. Diese Aussage relativierte Mijatović später mit dem Hinweis, seine Aussage sei falsch übersetzt worden und dass Beckhams Vertrag lediglich noch nicht erneuert worden sei.
Am 11. Januar 2007 verkündete Beckham jedoch selbst, dass er einen Fünfjahresvertrag bei der LA Galaxy unterzeichnet hatte – beginnend ab dem 1. Juli und mit über 250 Millionen US-Dollar dotiert. Capello reagierte unmittelbar darauf mit der Aussage, dass Beckham nicht mehr für Real zum Einsatz kommen und nur noch am Trainingsbetrieb des Vereins teilnehmen sollte. Von diesem Vorhaben nahm Reals Trainer aber bereits im folgenden Monat wieder Abstand und setzte ihn in der Partie gegen Real Sociedad San Sebastián am 10. Februar 2007 ein, wobei Beckham sogar einen Treffer zum Sieg beisteuerte. Obwohl er im nächsten Spiel daheim gegen Betis Sevilla in der letzten Minute wegen Nachtretens die rote Karte erhielt, spielte er sich in der folgenden Champions-League-Partie zurück in die Herzen der Anhänger, als er zwei Torvorlagen zum 3:2-Hinspielsieg gegen den FC Bayern München gab. Diese Begegnung stellte zudem – angesichts seines Wechsels nach Los Angeles – die vorläufig letzte Partie Beckhams in dem renommiertesten europäischen Vereinswettbewerb dar, da Real nach der Rückspielniederlage in München aufgrund der Auswärtstorregel aus der Champions League ausschied. Mit seinen insgesamt 103 Champions-League-Spielen war Beckham zu dieser Zeit der Spieler mit den drittmeisten Partien in diesem seit 1992 ausgetragenen Turnier.
Die deutlich aufsteigende Formkurve Beckhams bei Real Madrid veranlasste Steve McClaren dazu, Beckham nach dessen Nicht-Berücksichtigung zuvor die Berufung für die Qualifikationsspiele gegen Israel und Andorra in Aussicht zu stellen. Eine Bänderverletzung im rechten Knie, die er in der Begegnung gegen den FC Getafe erlitten hatte, verhinderte jedoch seinen möglichen Einsatz. Beckham kehrte erst am 21. April 2007 in die Mannschaft von Real zurück und bereitete als Einwechselspieler das entscheidende 2:1 von Sergio Ramos gegen den FC Valencia vor. Seine letzte Partie für Real Madrid bestritt Beckham am 17. Juni 2007, als er im Titelrennen mit dem FC Barcelona mit einem 3:1-Sieg gegen RCD Mallorca am letzten Spieltag seine erste und einzige spanische Meisterschaft sicherstellte.

##### Die Fußball-Weltmeisterschaft 2006

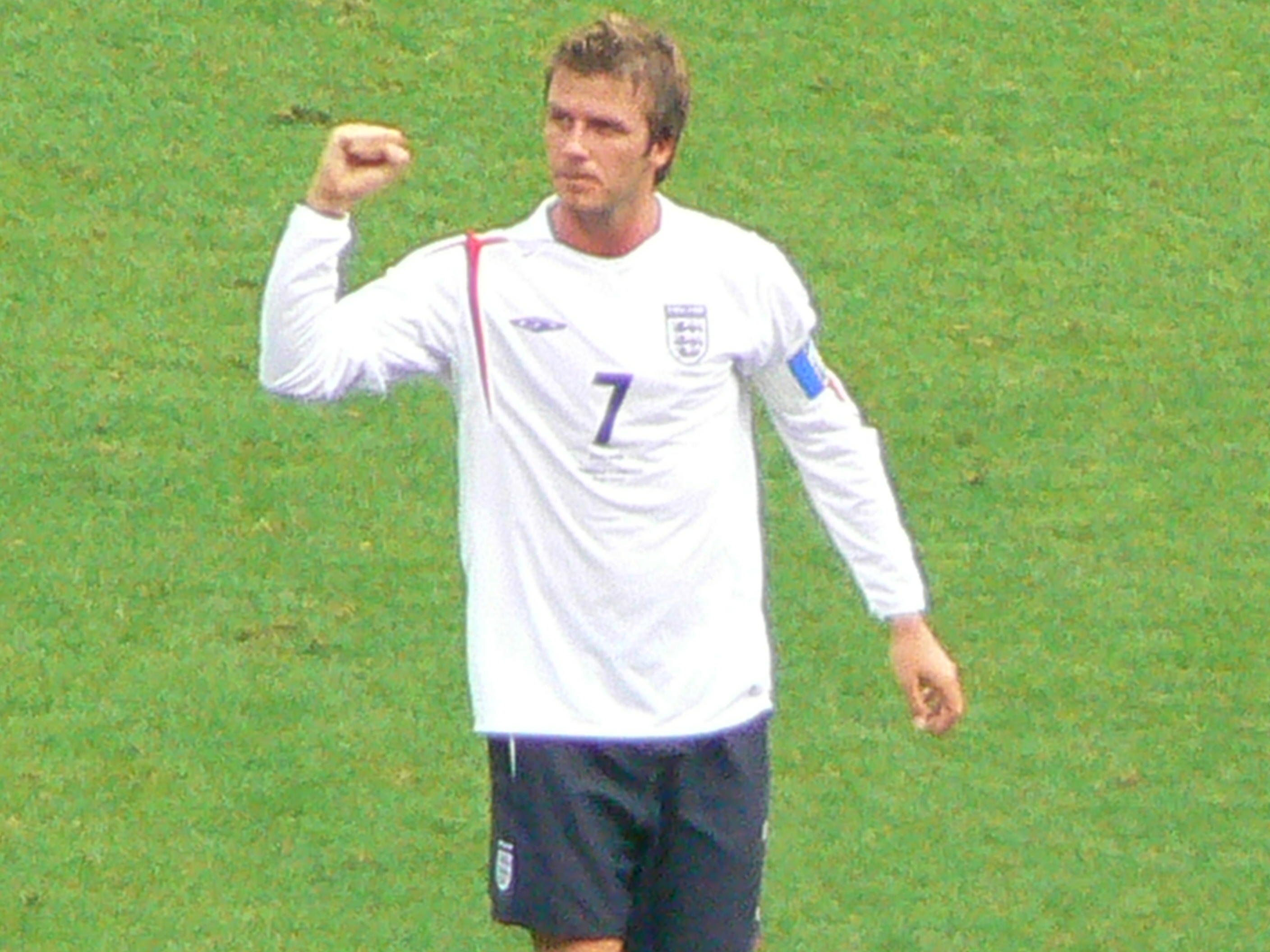
David Beckham als Kapitän der englischen Fußballnationalmannschaft

Im Vorfeld der Fußball-WM 2006 wurde die englische Mannschaft von vielen Experten als ein möglicher Turnierfavorit angesehen. Das Team agierte jedoch sehr schwerfällig und Beckhams Leistung wurde in den meisten Medien und in der Öffentlichkeit kritisiert. Dennoch hatte er im ersten Spiel das entscheidende 1:0 durch ein Eigentor von Carlos Gamarra gegen Paraguay mit einem Freistoß maßgeblich beeinflusst und den Führungstreffer gegen Trinidad und Tobago mit seiner Flanke auf Peter Crouch vorbereitet. Eine weitere Vorlage zum 2:0 durch Steven Gerrard gegen den zuletzt genannten Gegner brachte ihm in der Summe die Wahl zum besten Spieler in dieser Partie ein. Einer schwachen Leistung gegen Schweden folgte im Achtelfinale das Aufeinandertreffen auf Ecuador, das Beckham mit einem direkten verwandelten Freistoß in der 59. Minute entschied, und England zog somit ins Viertelfinale ein. Zu dem Spiel gegen Ecuador war Beckham erkrankt aufgelaufen und musste sich infolge von Dehydrierung und Unwohlsein mehrfach übergeben.
Im Viertelfinale gegen Portugal wurde Beckham kurz nach der Halbzeit verletzungsbedingt ausgewechselt; England verlor die Partie nach torlosen 120 Minuten im Elfmeterschießen mit 1:3. Einen Tag später, am 2. Juli 2006, trat er als Mannschaftskapitän zurück und begründete dies dadurch, dass er diesen Schritt – die Weitergabe des Kapitänsamtes – symbolisch für den Weg die neue Ära unter Steve McClaren sah. Neuer Mannschaftsführer wurde mit John Terry der Kapitän des FC Chelsea.
Am 11. August 2006 gab der neue englische Nationaltrainer Steve McClaren sein Aufgebot für das Freundschaftsspiel gegen Griechenland bekannt und ließ Beckham dabei komplett unberücksichtigt. McClaren begründete dies damit, dass er mit dem Team in eine „andere Richtung“ zu gehen beabsichtigte und Beckham dabei keine Berücksichtigung fand. Dennoch stellte ihm McClaren eine erneute Nominierung in der Zukunft in Aussicht. Mit Shaun Wright-Phillips, Kieran Richardson und Aaron Lennon – der bereits bei der Weltmeisterschaft als zweite Wahl hinter Beckham gedient hatte – befanden sich nun drei junge Spieler im Kader Englands, die um die Position auf der rechten Mittelfeldseite konkurrieren sollten. Schließlich fiel die Rolle aber vorerst Steven Gerrard zu.
Erste Comebackgerüchte Beckhams kamen bereits im September 2006 auf, als sich sowohl Aaron Lennon eine Verletzung zuzog, als auch Owen Hargreaves aufgrund eines Beinbruchs ausfiel. Trotz des erheblichen öffentlichen Drucks von renommierten Sportpersönlichkeiten – darunter Bobby Robson, Glenn Hoddle, Mark Lawrenson und Alan Hansen – verzichtete McClaren auf die Nominierung des ehemaligen Kapitäns und gab im Dezember 2006 zu Protokoll, dass Steven Gerrard die Rolle Beckhams vollständig übernommen hatte: „Wir alle kennen David Beckham und seine Leistungen auf der rechten Seite. Aber Stevies Spielaufbau und Flanken sind genauso gut, wie von jedem anderen in der Welt.“

##### Die Rückkehr in die Nationalmannschaft
Am 26. Mai 2007 verkündete McClaren, dass er Beckham erstmals nach dessen Rücktritt vom Kapitänsamt und dem Ausscheiden aus dem WM-Turnier des Jahres 2006 wieder in den englischen Kader nominiert hatte. Dieser lief direkt im ersten Spiel im neu gebauten Wembley-Stadion gegen Brasilien am 1. Juni 2007 in der Startelf auf, meldete sich mit einer guten Leistung zurück und bereitete per Freistoß den Führungstreffer von John Terry vor – das Spiel endete 1:1. Nach eigener Aussage beabsichtigt Beckham auch nach seinem Wechsel in die US-amerikanische Major League Soccer der englischen Nationalmannschaft zur Verfügung zu stehen. Nach Aussage von Alexi Lalas als Generalmanager von LA Galaxy soll diesem Vorhaben von Seiten des neuen Vereins nichts entgegenstehen, wobei sich die Freigabe auf „angemessene“ Pflichtspiele beschränken soll. Dieser Einschränkung stellte sich bereits im Voraus der Weltfußballverband FIFA entgegen und wies LA Galaxy darauf hin, dass der Verein Beckham gemäß den FIFA-Regeln für jedes beliebige englische Länderspiel freizustellen habe, sollte er dafür nominiert worden sein. Am 30. März 2009 bestritt Beckham sein 109. Länderspiel im neuen Wembley-Stadion gegen die Slowakei. Damit übertrifft er die vorherige Bestmarke von Bobby Moore, der 108-mal für die englische Nationalmannschaft als Feldspieler auftrat. Der einzige Spieler mit mehr Einsätzen für die englische Fußballnationalmannschaft ist der ehemalige Torwart Peter Shilton (125).

### LA Galaxy

#### Die Saison 2007

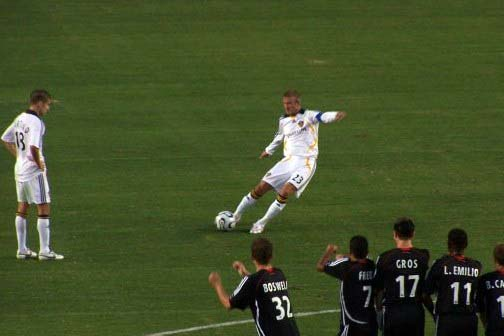
Beckham schießt sein erstes Tor für LA Galaxy.

Am 21. Juli 2007 debütierte Beckham trotz Verletzung in einem Testspiel gegen den FC Chelsea für die LA Galaxy. Seine Premiere in der Major League Soccer gab er am 9. August 2007 gegen D.C. United.
Seit seinem Wechsel saß Beckham allerdings aufgrund von Knöchelbeschwerden und einer am 29. August 2007 erlittenen schweren Innenbandblessur die meiste Zeit auf der Bank. Am 18. Oktober 2007 gab er nach zehn verletzungsbedingten Spielpausen sein Comeback gegen die New York Red Bulls. Um sich während der Spielpause der Major League Soccer fit zuhalten, trainierte Beckham im Januar 2008 zwischenzeitlich beim FC Arsenal.

#### Leihe zur AC Mailand

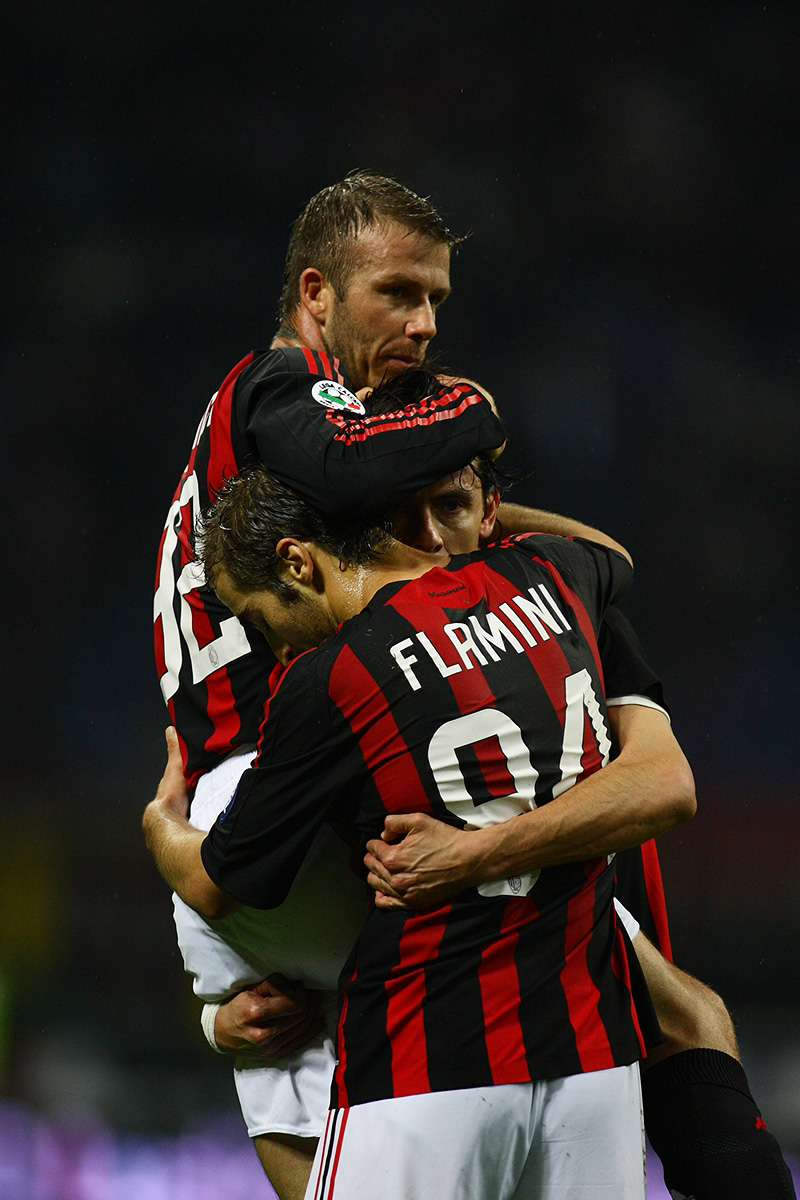
David Beckham bei der AC Mailand

In der Winterpause 2008/09 wurde er bis zum Saisonbeginn in der Major League Soccer (Mitte März) zur AC Mailand ausgeliehen. Beckham überzeugte bereits in seinen ersten Spielen in der Serie A, so erzielte er in den ersten drei Ligaspielen zwei Tore. Gegen den FC Bologna markierte er einen Treffer aus dem Spiel, gegen den CFC Genua erzielte er einen Freistoßtreffer.
Ab Januar 2010 wurde er wieder an die AC Mailand ausgeliehen.

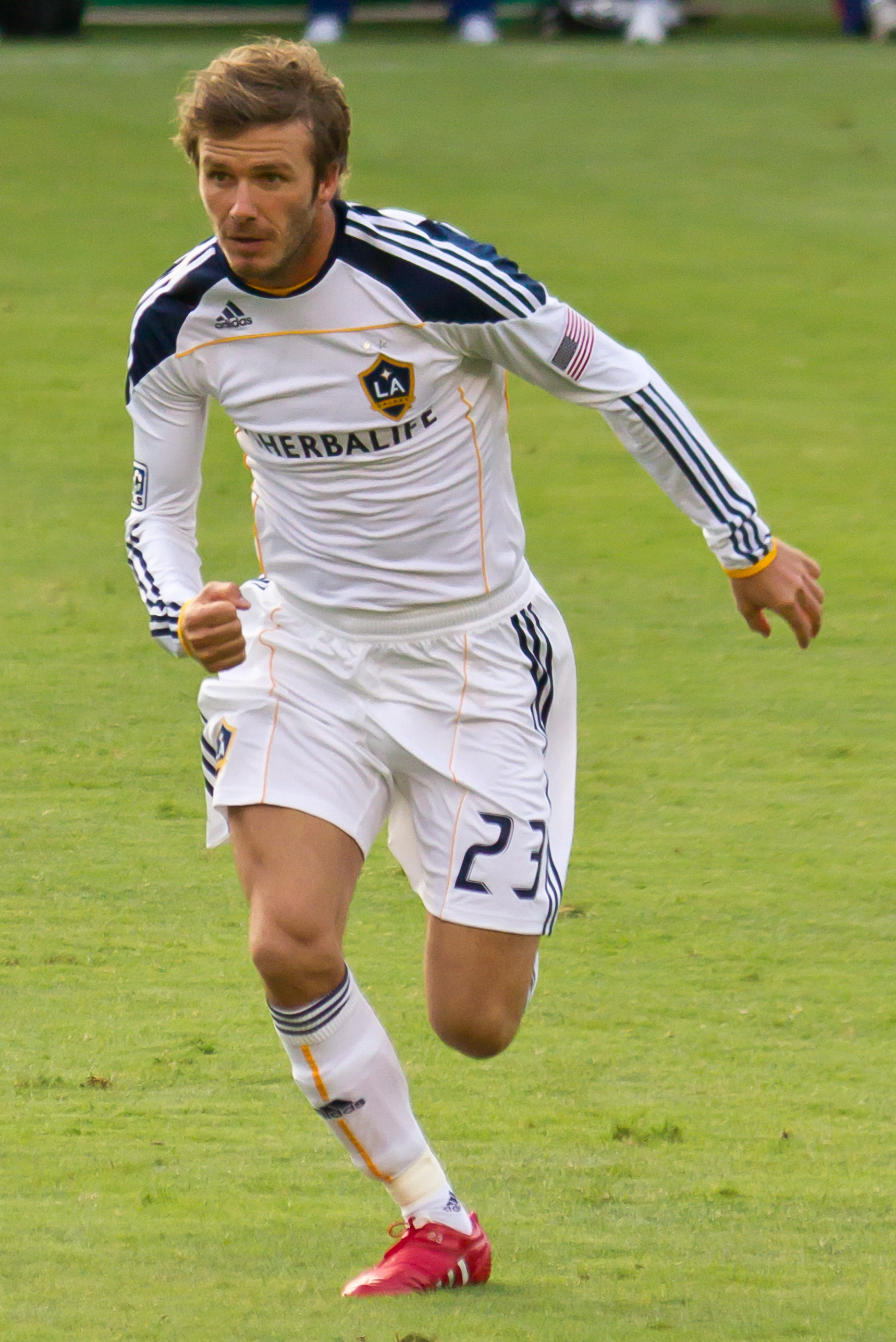
Beckham (2010)

Am 14. März 2010 riss sich Beckham in einem Ligaspiel gegen Chievo Verona ohne Einwirkung eines Gegenspielers die linke Achillessehne und verpasste somit die Weltmeisterschaft in Südafrika. Beckham wurde aufgrund der Verletzung als Scout zur Weltmeisterschaft mitgenommen. Im Zuge jenes Vorfalls wurde Beckham im Folgejahr nicht mehr ausgeliehen, da sich das finanziell zwar einträgliche Leihgeschäft mit dem zusätzlichen Ansinnen, dass er sich fit halten sollte, durch die letztlich daraus resultierende mehrmonatige Verletzung unter dem Strich als kontraproduktiv erwiesen hatte.

#### Fünfte Saison und Titelgewinn
In seiner fünften Saison für Galaxy gewann Beckham im MLS-Finale am 20. November 2011 gegen Houston Dynamo mit 1:0, und somit die Meisterschaft. Seinen zum 31. Dezember 2011 auslaufenden Vertrag verlängerte Beckham zunächst nicht. Einen Wechsel zurück nach Europa zu Paris Saint-Germain lehnte Beckham nach Vertragsverhandlungen im Januar 2012 ab.

#### Vertragsverlängerung und sechste Saison
Beckham verlängerte seinen ausgelaufenen Vertrag im Januar 2012 um zwei Jahre bis zum 31. Dezember 2013. Dennoch verließ er den Club zum Jahresende 2012.

### Paris Saint-Germain
Am 31. Januar 2013 unterschrieb Beckham beim französischen Erstligisten Paris Saint-Germain einen Vertrag bis zum 30. Juni 2013. Auf dem Höhepunkt dieser Saison stand er noch einmal im Champions-League-Viertelfinale auf dem Platz, schied aber mit seinem Team gegen den FC Barcelona aus. Am 12. Mai 2013 siegte Paris Saint-Germain mit Beckham gegen den Ligakonkurrenten Lyon mit 1:0 und sicherte sich somit vorzeitig den Gewinn der französischen Meisterschaft. Zum Ende der Saison 2012/13 beendete er im Alter von 38 Jahren seine aktive Karriere.

## Titel und Auszeichnungen
International
(alle Manchester United)
- Champions-League-Sieger: 1999
- Weltpokalsieger: 1999

England
(alle Manchester United)
- Meister (6): 1996, 1997, 1999, 2000, 2001, 2003
- Pokalsieger (2): 1996, 1999
- Supercupsieger (2): 1996, 1997

Spanien
(alle Real Madrid)
- Meister: 2007
- Supercupsieger: 2003

Frankreich
(Paris Saint-Germain)
- Französischer Meister: 2013

USA
(alle LA Galaxy)
- Meister (2): 2011, 2012
- MLS-Supporters’-Shield-Sieger (2): 2010, 2011

Auszeichnungen
- Mitglied der Hall of Fame der Premier League
- FIFA-Weltfußballer des Jahres: 2. Platz 1999, 2001
- UEFA Club Football Awards: Spieler des Jahres: 1999
- UEFA Club Football Awards: Mittelfeldspieler des Jahres: 1999
- UEFA Team of the Year: 2001, 2003
- Bester Nachwuchsspieler der Premier League: 1997
- Sportler des Jahres (Großbritannien): 2001
- FA Nationwide Player of the Year: 2003
- PFA Team of the Year: 1997, 1998, 1999, 2000
- Englands Fußballer des Monats: August 1996
- Premier League Tor des Jahrzehnts: August 1996
- Sir Matt Busby Spieler des Jahres: 1997
- ESM Team of the Year: 1999
- FWA Tribute Award: 2008
- 2004 Aufnahme in die FIFA 100
- BBC Sports Personality of the Year: 2001
- BBC Sports Personality of the Year: Lifetime Achievement Award: 2010
- Sports Industry Award für außergewöhnliche Leistungen für den britischen Sport: 2007
- Teen Choice Awards: Sportler des Jahres: 2010[48]
- 2003 wurde Beckham von Elisabeth II. zum Officer des Order of the British Empire ernannt.[49]
- 2025 wurde er von Charles III. als Knight Bachelor geadelt.[50]

## Saisonstatistik
| Verein              | Liga             | Saison          | Liga   | Liga | Nat. Pokal | Nat. Pokal | Ligapokal | Ligapokal | Europapokal | Europapokal | Andere | Andere | Gesamt | Gesamt |
| Verein              | Liga             | Saison          | Spiele | Tore | Spiele     | Tore       | Spiele    | Tore      | Spiele      | Tore        | Spiele | Tore   | Spiele | Tore   |
| ------------------- | ---------------- | --------------- | ------ | ---- | ---------- | ---------- | --------- | --------- | ----------- | ----------- | ------ | ------ | ------ | ------ |
| Manchester United   | Premier League   | 1992/93         | 0      | 0    | –          | –          | 1         | 0         | –           | –           | –      | –      | 1      | 0      |
| Manchester United   | Premier League   | 1993/94         | 0      | 0    | –          | –          | –         | –         | –           | –           | –      | –      | 0      | 0      |
| Gesamt              | Gesamt           | Gesamt          | 0      | 0    | –          | –          | 1         | 0         | –           | –           | –      | –      | 1      | 0      |
| Preston North End   | Third Division   | 1994/95         | 5      | 2    | –          | –          | –         | –         | –           | –           | –      | –      | 5      | 2      |
| Gesamt              | Gesamt           | Gesamt          | 5      | 2    | –          | –          | –         | –         | –           | –           | –      | –      | 5      | 2      |
| Manchester United   | Premier League   | 1994/95         | 4      | 0    | 2          | 0          | 3         | 0         | 1           | 1           | –      | –      | 10     | 1      |
| Manchester United   | Premier League   | 1995/96         | 33     | 7    | 3          | 1          | 2         | 0         | 2           | 0           | –      | –      | 40     | 8      |
| Manchester United   | Premier League   | 1996/97         | 36     | 8    | 2          | 1          | –         | –         | 10          | 2           | 1      | 1      | 49     | 12     |
| Manchester United   | Premier League   | 1997/98         | 37     | 9    | 4          | 2          | –         | –         | 8           | 0           | 1      | 0      | 50     | 11     |
| Manchester United   | Premier League   | 1998/99         | 34     | 6    | 7          | 1          | 1         | 0         | 12          | 2           | 1      | 0      | 55     | 9      |
| Manchester United   | Premier League   | 1999/00         | 31     | 6    | –          | –          | –         | –         | 12          | 2           | 5      | 0      | 48     | 8      |
| Manchester United   | Premier League   | 2000/01         | 31     | 9    | 2          | 0          | –         | –         | 12          | 0           | 1      | 0      | 46     | 9      |
| Manchester United   | Premier League   | 2001/02         | 28     | 11   | 1          | 0          | –         | –         | 13          | 5           | 1      | 0      | 43     | 16     |
| Manchester United   | Premier League   | 2002/03         | 31     | 6    | 3          | 1          | 5         | 1         | 13          | 3           | –      | –      | 52     | 11     |
| Gesamt              | Gesamt           | Gesamt          | 265    | 62   | 24         | 6          | 12        | 1         | 83          | 15          | 10     | 1      | 394    | 85     |
| Real Madrid         | Primera División | 2003/04         | 32     | 3    | 4          | 2          | –         | –         | 7           | 1           | 2      | 1      | 45     | 7      |
| Real Madrid         | Primera División | 2004/05         | 30     | 4    | –          | –          | –         | –         | 8           | 0           | –      | –      | 38     | 4      |
| Real Madrid         | Primera División | 2005/06         | 31     | 3    | 3          | 1          | –         | –         | 7           | 1           | –      | –      | 41     | 5      |
| Real Madrid         | Primera División | 2006/07         | 23     | 3    | 2          | 1          | –         | –         | 6           | 0           | –      | –      | 31     | 4      |
| Gesamt              | Gesamt           | Gesamt          | 116    | 13   | 9          | 4          | –         | –         | 28          | 2           | 2      | 1      | 155    | 20     |
| LA Galaxy           | MLS              | 2007            | 5      | 0    | –          | –          | –         | –         | –           | –           | 2      | 1      | 7      | 1      |
| LA Galaxy           | MLS              | 2008            | 25     | 5    | –          | –          | –         | –         | –           | –           | –      | –      | 25     | 5      |
| LA Galaxy           | MLS              | 2009            | 11     | 2    | –          | –          | –         | –         | –           | –           | 4      | 0      | 15     | 2      |
| LA Galaxy           | MLS              | 2010            | 7      | 2    | –          | –          | –         | –         | –           | –           | 3      | 0      | 10     | 2      |
| LA Galaxy           | MLS              | 2011            | 26     | 2    | –          | –          | –         | –         | –           | –           | 4      | 0      | 30     | 2      |
| LA Galaxy           | MLS              | 2012            | 24     | 7    | –          | –          | –         | –         | 1           | 1           | 6      | 0      | 31     | 8      |
| Gesamt              | Gesamt           | Gesamt          | 98     | 18   | –          | –          | –         | –         | 1           | 1           | 19     | 1      | 118    | 20     |
| AC Mailand          | Serie A          | 2008/09         | 18     | 2    | –          | –          | –         | –         | 2           | 0           | –      | –      | 20     | 2      |
| AC Mailand          | Serie A          | 2009/10         | 11     | 0    | –          | –          | –         | –         | 2           | 0           | –      | –      | 13     | 0      |
| Gesamt              | Gesamt           | Gesamt          | 29     | 2    | –          | –          | –         | –         | 4           | 0           | –      | –      | 33     | 2      |
| Paris Saint-Germain | Ligue 1          | 2012/13         | 10     | 0    | 2          | 0          | –         | –         | 2           | 0           | –      | –      | 14     | 0      |
| Gesamt              | Gesamt           | Gesamt          | 10     | 0    | 2          | 0          | –         | –         | 2           | 0           | –      | –      | 14     | 0      |
| Karriere Gesamt     | Karriere Gesamt  | Karriere Gesamt | 523    | 97   | 35         | 10         | 12        | 1         | 118         | 18          | 31     | 3      | 719    | 129    |

Quellen: National Football Teams; Footballdatabase

## Karriere als Funktionär
Beckham ist Mitglied einer Investorengruppe, die das MLS-Franchise Inter Miami gründete, das seit der Saison 2020 am Spielbetrieb der Liga teilnimmt.

## Privates und Merchandising
Beckham ist seit dem 4. Juli 1999 mit Victoria Beckham (* 1974) verheiratet. Das Paar hat vier Kinder. Der Zweitgeborene Romeo (* 2002) ist wie einst sein Vater Profifußballer. Die Familie lebt seit 2008 in Los Angeles.
Seit 2012 vermarktet das schwedische Textileinzelhandelsunternehmen H&M eine Unterwäschekollektion unter Nutzung seines Namens.
Seit dem Jahr 2021 ist Beckham offizieller Sportbotschafter von Katar. Dafür erhält Beckham Berichten zufolge bis zu 150 Millionen Pfund über zehn Jahre.

## Trivia
- David Beckham ist einer der weltweit bekanntesten Fußballspieler und hat Fanklubs in vielen Ländern. Besonders Beckhams wechselnde Frisurentrends finden auf der ganzen Welt Nachahmer. Er ist nicht nur als Sportler, sondern auch als Figur der Popkultur bekannt geworden.
- Er trägt über 60 Tätowierungen und hat sich seine Lieblings-Rückennummer 7 als „VII“ auf die Innenseite seines rechten Unterarmes tätowieren lassen.[57]
- Für den Film Kick It Like Beckham stand er mit seinem Namen Pate und trat dort am Ende kurz auf. Der Originaltitel "Bend it like Beckham" ("bieg es wie Beckham") verweist auf das Talent des Spielers, bogenförmig fliegende Bälle zu schießen.
- In der Anfangsphase seiner Beziehung mit Victoria Beckham trug ihm die Verbindung zu dem ehemaligen Mitglied der Spice Girls den Spitznamen „Spice Boy“ ein.
- Am 24. August 2008 trat er in Peking bei der Abschlussfeier der Olympischen Spiele anlässlich der Vorstellung der Olympischen Spiele 2012 auf.[58]
- Im Juli 2012 war der „britische Nationalheld“ das erste männliche Cover-Model der britischen Ausgabe von Elle.[59]
- David Beckham war Teil der Eröffnungszeremonie der Olympischen Spiele 2012. Am 27. Juli übergab er in einem Motorboot auf der Themse als „Steuermann“ das olympische Feuer dem fünfmaligen britischen Goldmedaillengewinner Steven Redgrave, der mit dem Feuer bis ins Olympiastadion London lief und es dort anschließend sieben britischen Nachwuchssportlern zur Entzündung des großen Stadionfeuers überreichte.[60]
- Seit März 2013 ist Beckham Botschafter des chinesischen Jugendfußballs und der obersten Spielklasse im Profifußball, der Chinese Super League.[61]
- 2015 hatte er im Film Codename U.N.C.L.E. gleich zu Beginn einen kurzen Cameoauftritt als Mann, der den Projektor bedient.
- In dem 2017 erschienenen Kinofilm King Arthur: Legend of the Sword des britischen Regisseurs Guy Ritchie erhielt Beckham einen kleinen Auftritt als Anführer der Betrügerbande Blacklegs.
- Nach dem Tod von Königin Elisabeth II. reihte er sich am 16. September 2022 gegen 2 Uhr morgens in die Kondolenz-Schlange ein und zollte nach 13½ Stunden Wartezeit der verstorbenen Monarchin den letzten Respekt.[62]